# يوهانا شال
يوهانا شال (بالألمانية: Johanna Schall)‏ (و. 1958  م) هي ممثلة مسرحية، وممثلة أفلام ألمانية، ولدت في برلين.

## وصلات خارجية
- يوهانا شال على موقع IMDb (الإنجليزية)
- يوهانا شال على موقع مونزينجر (الألمانية)
- يوهانا شال على موقع ألو سيني (الفرنسية)
- يوهانا شال على موقع ميوزك برينز (الإنجليزية)
- يوهانا شال على موقع أول موفي (الإنجليزية)
- يوهانا شال على موقع قاعدة بيانات الأفلام السويدية (السويدية)
- يوهانا شال على موقع ديسكوغز (الإنجليزية)
- يوهانا شال على موقع قاعدة بيانات الفيلم (الإنجليزية)
- يوهانا شال على موقع كينوبويسك (الروسية)